# سفيتلانا توما
سفيتلانا أندريفنا توما (بالروسية: Светлана Андреевна Тома) (مواليد 24 مايو 1947 في مولدوفا) هي ممثلة سوفيتية. ظهرت لأول مرة في استوديو مولدوفا السينمائي عام 1966، وعملت في الاتحاد السوفيتي. وهي والدة الممثلة إيرينا لاتشينا.
اكتسبت توما شهرة واسعة بعد مشاركتها بدور البطولة «رادا» في فيلم الغجر يصعدون إلى السماء، والذي حقق شهرة دولية واسعة جداً. وقد تم بيع الفيلم في 112 دولة من حول العالم، وهذا رقم قياسي لم يتم تجاوزه في أي فيلم سوفيتي أو روسي.

## المسيرة الفنية
ولدت توما باسم سفيتلانا أندريفنا فوميتشيوفا عام 1947 في كيشيناو في مولدافيا التي كانت تابعة آنذاك للاتحاد السوفيتي. ووالدها كان من إحدى القرى في مدينة ليبيتسك الروسية وكان يملك مزرعة فيها، أما والدتها فهي يهودية الديانة وناشطة سياسية تابعة لإحدى المنظمات الشيوعية السريّة في بيسارابيا، وقد كانت سفيتلانا تحتفظ بكتب ووثائق محظورة في قبو منزلها برفقة شقيقاتها الخمسة. والتقت الأم بالأب بينما كان يدرس في معهد كيشيناو الزراعي، وكانت الأم تعمل كسكرتيرة.
تخرجت سفيتلانا توما من قسم التمثيل في المعهد الحكومي الروسي للفنون المسرحية. كانت شهادتها من معهد تشيسيناو للفنون الذي سمي على اسم الفنان جافريل موسيسيسكو. لعبت دور البطولة في العديد من الأفلام المولدوفية، ولاحقًا في أفلام المخرج المولدوفي إميل لوتينو. تشمل الأفلام البارزة «ريد ميدوز» (1965)، لوتاري (1972)، الغجر يصعدون إلى السماء (1976)، آنا بافولوفا (1983).
وقد انضمت توما إلى الحزب الشيوعي السوفيتي بشكل علني في عام 1978. وفي التسعينات انضمت إلى فرقة موسيقية جوالة مع إحدى الشركات متعددة الجنسيات.